# William Edward Gumbleton
William Edward Gumbleton (Condado de Cork, 2 de marzo de 1840 - 4 de abril de 1911) fue un horticultor y botánico irlandés.

## Biografía
Era el mayor de dos hijos del Rev. George Gumbleton, un clérigo anglicano, y de Frances Anne Penrose. Su familia vivió en Irlanda por varias generaciones y el Rev. George Gumbleton fue vicario de Affane, Condado de Cork. William se educó en el Brasenose College, Oxford, donde se matriculó el 8 de junio de 1858, pero parece haber salido de la universidad antes de graduarse, ya que no hay registro de su titulación.
Como joven, viajó por Europa con su madre y estudió lenguas, arte y música, antes de establecerse en Belgrove, Condado de Cork, una finca propiedad de su familia y situado en Great Island, Cork Harbour. Allí, se dedicó a la horticultura, especializándose en el cultivo de plantas raras y de reciente introducción, en particular las especies y cultivares de Asteraceae como Dahlia, Gnaphalium, Arctotis, Olearia.
Gumbleton era muy testarudo y bastante intolerante con otras personas y de las plantas que consideraba «inferiores». Hay ejemplos de casos en que, durante visitas a jardines de otras personas, destruyó especímenes inferiores de plantas, a veces con su paraguas.
Construyó una amplia colección de libros de botánica, que legó al Jardín botánico nacional de Irlanda, Glasnevin.

## Eponimia
Especies
- (Asteraceae) Arctotis gumbletonii Hook.f.[1]
- (Clusiaceae) Hypericum gumbletonii hort. ex Lavallée[2]

Cultivares
- Kniphofia 'W.E. Gumbleton'
- Azalea'W.E. Gumbleton'.